# Neohydatothrips ctenogastris
Neohydatothrips ctenogastris är en insektsart som först beskrevs av Ian A. Hood 1936.  Neohydatothrips ctenogastris ingår i släktet Neohydatothrips och familjen smaltripsar. Inga underarter finns listade i Catalogue of Life.